# Thanh Ngọc (xã)
Thanh Ngọc là một xã thuộc huyện Thanh Chương, tỉnh Nghệ An, Việt Nam.